# TripleS
TripleS (estilizado como tripleS, pronunciado /ˈtɹɪpəl:ɛs/, en hangul, 트리플에스; romanización revisada, Teuripeul-eseu; en japonés, (トリプルS Toripuru S?)), es un grupo femenino surcoreano formado por Modhaus. Su intención es ser el primer grupo de idols K-pop descentralizado del mundo. Las miembros alternarán entre el grupo, las subunidades y las actividades como solistas, según escojan los aficionados, ya que serán capaces de participar y comunicarse con el grupo, así como decidir las subunidades y el contenido a través de photocards virtuales llamadas «Objekts». El concepto del grupo es que los miembros tienen la habilidad especial «S» y que unirán fuerzas y demostrarán sus habilidades a través de la «Dimension» y se recreará cada temporada con nuevos conceptos. Debutaron oficialmente como grupo el 13 de febrero de 2023, con el extended play (EP) Assemble.

## Nombre
El nombre del grupo tripleS hace referencia a 3 eses, las cuales significan «Seoul, Sonyo y Sound» (en español: Seúl, capital de Corea del Sur, Chicas Jóvenes y Sonido) y su lema es «The Idol of all Possibilities» (en español: «La idol de todas las posibilidades»).

## Historia

### Actividades de predebut
Antes de entrar a Modhaus, varias miembros ya estaban trabajando en la industria del entretenimiento. Jeong Hye-rin fue una actriz infantil bajo Kids Planet, y debutó como actriz en la serie web de 2018 Between Us; y luego ella también apareció en un comercial de libros de texto de japonés. Jeong Hye-rin y Kim Na-kyoung fueron trainees de P Nation mientras que Lee Ji-woo fue trainee de SM Entertainment, JYP Entertainment, YG Entertainment y FNC Entertainment. Seo Da-hyun fue una trainee de Source Music. Kim Soo-min audicionó anteriormente para P Nation y Jellyfish Entertainment. Kaede fue una modelo infantil, y también fue modelo exclusiva de la revista japonesa Nico Puchi hasta 2019; tras retirarse se convirtió en modelo de las marcas de ropa Lindiha y Lizlisa.
Kim Chae-yeon fue miembro de los grupos Busters y CutieL, así como actriz y presentadora de los programas de televisión infantiles Cooking Class, Tok!Tok! Boni Hani, y Quiz Monster, mientras que Kim Na-kyoung es la hermana menor de la cantante Bibi e hizo su aparición en el episodio final del programa de concursos The Fan de SBS. En 2021, Seo Da-hyun apareció en un episodio del exitoso reality coreano Sixth Sense.
Lee Ji-woo y Kim Yoo-yeon fueron concursantes del reality de supervivencia My Teenage Girl de MBC. Lee Ji-woo debutó como actriz en la serie web I Love DM y también fue la actriz principal en los teasers de My Teenage Girl. Lee Ji-woo fue eliminada en la sexta ronda terminando en el puesto 18, mientras que Kim Yoo-yeon fue eliminada en el episodio final terminando en el puesto 8. Gong Yu-bin fue concursante en el programa de cocina para niños I am Chef TV Chosun, llegando al top 3 en la final. Kotone, Nien y Xinyu fueron concursantes del programa de competencias Girls Planet 999 en el cual Kotone fue eliminada en el undécimo episodio, ocupando los puestos P24 y J09, Nien acabó en el puesto C15 y Xinyu acabó la competencia en el puesto P25 y C07. Gracias a este programa, Nien y Xinyu se volvieron grandes amigas. Y por último, Kim Chaewon participó en el programa de competencias Universe Ticket, eliminandose tras una ronda de equipos por falta de votos del público.
El 18 de febrero de 2022, Modhaus anunció que presentaría el primer «grupo femenino con la participación de los fans» del mundo y que el grupo comenzaría a revelarse en la primera mitad del año.  El grupo está liderado por el director ejecutivo Jaden Jeong, quién trabajó con empresas como JYP Entertainment, Woollim Entertainment, Sony Music Korea y Blockberry Creative.
El primer conjunto de miembros se dio a conocer cada dos semanas entre mayo y septiembre de 2022 (en orden) Yoon Seo-yeon, Jeong Hye-rin, Lee Ji-woo, Kim Chae-yeon, Kim Yoo-yeon, Kim Soo-min, Kim Na-kyoung, y Gong Yu-bin.
El 12 de julio de 2022, se anunció que tripleS colaborará con GS25. GS25 venderá productos como sets de colaboración con TripleS y photocards offline durante el segundo semestre de 2022.
El 8 de agosto, TripleS lanzó su aplicación oficial Cosmo, así como su primer conjunto de photocards digitales que se cambian por una ficha NFT para votar en futuros eventos de la app.
El 16 de septiembre, se anunció que TripleS empezará a preparar las actividades para el debut de sus subunidades, Acid Angel from Asia y Krystal Eyes, empezando por Acid Angel from Asia, quienes tuvieron sus actividades de debut en octubre. Acid Angel from Asia debutó oficialmente el 28 de octubre de 2022, con el EP Access. El debut tuvo éxito tanto comercial como de crítica, «Generation» tuvo una nominación en el programa The Show de SBS M., y Access alcanzó el número 1 en la lista de Álbumes k-pop de iTunes en Estados Unidos.
El segundo conjunto de miembros se dio a conocer en noviembre de 2022 (en orden), Kaede y Seo Da-hyun.
En noviembre, tripleS anunció que debutó una subunidad de 10 miembros a comienzos de 2023. Los aficionados podrán votar por cual de ocho canciones quieren que sea el sencillo principal del EP. El 28 de diciembre de 2022, TripleS anunció que empezaría a expandir su presencia en Japón en enero de 2023.

### 2023-2024: debut oficial, +(KR)ystal Eyes, Acid Eyes, LOVElution, debut de EVOLution, Primera gira de conciertos, tripleS NXT, Visionary Vision y Hatchi
El tercer conjunto de miembros se dio a conocer desde enero de 2023 (en orden), Kotone y Kwak Yeon-ji.
El 13 de febrero de 2023, todos los miembros anunciados, excepto Kotone y Yeon-ji, lanzaron el EP debut de TripleS, Assemble, con la canción principal «Rising».
El 17 de marzo de 2023, se confirmó que +(KR)ystal Eyes, la segunda subunidad debutará en la primera semana de mayo.
El 14 de abril de 2023, Park So-hyun fue anunciada como la miembro número 14 del grupo. El vídeo del anuncio reveló que So-hyun produciría música para el proyecto +(KR)ystal Eyes.
El 4 de mayo de 2023, (KR)ystal Eyes hizo su debut oficial con el EP Aesthetic y su sencillo principal, «Cherry Talk». Sin embargo, ningún vídeo musical lo acompañó. Al día siguiente, Modhaus emitió un comunicado en Discord diciendo que «fuerzas restrictivas» impedían que (KR)ystal Eyes actuara en cualquier programa musical que no fuera M Countdown, y que su vídeo musical debut se había retrasado. Más tarde ese día, se lanzó el vídeo musical de «Cherry Talk».
El 1 de junio de 2023, se anunció que Acid Angel de Asia y (KR)ystal Eyes lanzarían un álbum titulado Cherry Gene como una subunidad combinada titulada Acid Eyes. El sencillo principal y el visualizador que lo acompaña se lanzarán el 6 de junio, y el álbum físico se lanzará en julio.
El 6 de junio de 2023, Acid Eyes debutó con el álbum sencillo, Cherry Gene, con su tema principal, «Cherry Gene».
En el mes de julio, Xinyu y Mayu fueron anunciadas como las miembros del grupo  15 y 16 respectivamente.
El 28 de julio de 2023, se anunció que la unidad LOVElution, que pronto debutará, participará en la primera etapa de la primera gira de conciertos del grupo. Titulada «tripleS 1st World Tour 'Authentic' LOVElution in US», la gira comenzó el 24 de septiembre de 2023 en Atlanta y finalizó el 14 de octubre de 2023 en Los Ángeles.
El 17 de agosto de 2023, LOVElution hizo su debut oficial con el EP ↀ (que se habla «Muhan») y la canción principal que lo acompaña, «Girls' Capitalism».
El 11 de octubre de 2023, la cuarta unidad de TripleS, EVOLution, hizo su debut oficial con el EP ⟡ (que se pronuncia «Mujuk») y su canción principal, «Invincible».
El 25 de octubre de 2023 se anunció la segunda etapa de su primera gira de conciertos, titulada «tripleS 1st World Tour [Authentic] EVOLution in Australia». La gira comenzará el 20 de diciembre de 2023 en Melbourne y finalizará el 23 de diciembre de 2023 en Brisbane.
El 11 de diciembre de 2023, las redes sociales del grupo lanzaron una foto teaser la cual mostraba 4 miembros misteriosas y el nombre «tripleS NXT» en la parte superior de la foto dando a entender que 4 miembros van a revelarse pronto surgiendo sospechas de que se van a revelar como una subunidad o con una canción. Una semana después, exactamente el 18 de diciembre, se publica una foto con las fechas en las que se revelarán, junto a una foto y video introductorio, a la S17, S18, S19 y S20 y se anuncia el lanzamiento de un sencillo digital. El día 21 de diciembre se revela a las S17, Lynn; el 22 de diciembre se revela a la S18, Joobin; el 23 de diciembre se revela a la S19, Jeong Hayeon y a la vez se publica el sencillo digital «Just Do It» y el 24 de diciembre se revela a la S20, Park Sion. Desde el día 26 hasta el 29 de diciembre se lanzan los videos introductorios de las nuevas miembros en el orden antes mencionado.
Del 1 al 4 de abril del 2024 se revelaron a las miembros Chaewon, Sullin, Seoah y Jiyeon respectivamente, completando finalmente la última tanda de miembros.
El 8 de mayo de 2024 se lanzó el primer álbum de tripleS como grupo completo Assemble24. Destaca por mezclar géneros dinámicos y presentar los talentos individuales de las 24 integrantes. El disco incluye temas que muestran una combinación de pop experimental y melodías emotivas, consolidando su posición en la industria del K-pop.
El 21 de junio de 2024 la subunidad «Glow» lanzaron su primer sencillo llamado «Inner Dance». Este es un sencillo que destaca por sus vibraciones electrónicas y ritmos bailables, acompañados de una coreografía enérgica que resalta el carisma del grupo. Es un ejemplo del enfoque fresco y experimental del grupo
El 20 de julio de 2024 tripleS lanzó un sencillo anticipado para su debut en Japón llamado «###» (o Hash).
El 23 de octubre de 2024 tripleS lanzó su segundo álbum de estudio para su subunidad Visionary Vision, Performante, el cual se distingue debido a su estilo (en la mayoría de las canciones) hip-hop/boyish.
El 20 de noviembre de 2024 TripleS lanzó su debut japonés con la subunidad ∞! (Hatchi!) con su sencillo «Untitled».

### 2025-presente:Assemble25
TripleS publicó Assemble25, su segundo álbum de estudio como grupo completo, el 12 de mayo, encabezado por el sencillo «Are You Alive», el cual ganó dos victorias en programas musicales, una en The Show y otra en Show Champion.

## Imagen pública

### Patrocinios
El 12 de julio de 2022, TripleS se convirtió en patrocinadoras para la tienda de conveniencia GS25.
El 24 de noviembre de 2022, TripleS se asoció con el videojuego de cadena de bloques de mundo virtual The Sandbox, para crear un espacio social para la interacción de los aficionados y organizar diversos eventos en el metaverso; además lanzaron objetos relacionados con el grupo en el juego, tales como tarjetas NFT, avatares, ropa virtual y elementos coleccionables digitales.
El 30 de noviembre de 2022, TripleS se convirtió en promotoras para el sitio web de moda coreano Seoulstore.

## Miembros
Adaptadas de su perfil de Naver:
- Yoon Seoyeon (윤서연)
- Jung Hyerin (정혜린)
- Lee Jiwoo (이지우)
- Kim Chaeyeon (김채연)
- Kim Yooyeon (김유연)
- Kim Soomin (김수민)
- Kim Nakyoung (김나경)
- Gong Yubin (공유빈)
- Kaede Yamada (카에데; 山田楓)
- Seo Dahyun (서다현)
- Kotone Kamimoto (코토네; 嘉味元琴音)
- Kwak Yeonji (곽연지)
- Nien / Hsu Nientzu (니엔; 許念慈)
- Park Sohyun (박소현)
- Zhou Xinyu (신위; 周心语)
- Mayu Koma (마유; 高麗 真友)
- Lynn Kawakami (린, 川上凜)
- Joo Bin (주빈)
- Jeong Hayeon (정하연)
- Park Shion (박시온)
- Kim Chaewon (김채원)
- Sullin / Pirada Bunraksa (설린)
- Seoah / Jung Hae-rin (서아)
- Jiyeon / Ji Seo-yeon (지연)

### Subunidades
- Acid Angel from Asia - Hyerin, Yooyeon (líder de la subunidad),[38] Nakyoung, Yubin[39]
- +(KR)ystal Eyes - Seoyeon (líder de la subunidad) , Jiwoo, Chaeyeon y Soomin[39]
- Acid Eyes - Seoyeon, Hyerin, Jiwoo, Chaeyeon, Yooyeon, Soomin, Nakyoung, Yubin
- LOVElution - Seoyeon (líder de la subunidad) , Hyerin, Yubin, Kaede, Dahyun, Nien, Sohyun y Xinyu.
- EVOLution - Jiwoo, Chaeyeon, Yooyeon (líder de la subunidad), Soomin, Nakyoung, Kotone, Yeonji y Mayu.
- Aria - Jiwoo, Chaeyeon, Dahyun (líder de la subunidad) , Kaede y Nien.
- NXT - Lynn, Joo Bin, Hayeon y Shion.
- Glow - Chaewon, Sullin, Seoah y Jiyeon
- Vision@ry Vision - Hyerin (líder de la subunidad) , Yooyeon, Nakyoung, Yubin, Kaede, Kotone, Yeonji, Nien, Sohyun, Xinyu, Lynn y Jiyeon
- ∞! (Hatchi!) (Subunidad Japonesa) - Jiwoo, Chaeyeon, Yooyeon, Soomin, Kotone, Mayu (líder de la subunidad) , Shion y Chaewon

## Discografía
Álbumes de estudio
- Assemble24 (2024)
- Performante (2024)
- Assemble25 (2025)

## Giras mundiales
- LOVElution/EVOLution Authentic World Tour (2023–2024)
- TripleS Come True World Tour (2025)

## Videografía

### Videoclips musicales
| Título              | Año  | Director                             | Ref.   |
| ------------------- | ---- | ------------------------------------ | ------ |
| «Generation»        | 2022 | Oh Ji-won (Undermood Film)           | [ 40 ] |
| «Rising»            | 2023 | Oh Ji-won (Undermood Film)           | [ 41 ] |
| «Cherry Talk»       | 2023 | Oh Ji-won (Undermood Film)           | [ 42 ] |
| «Touch+»            | 2023 | Desconocido                          |        |
| «Girl´s Capitalism» | 2023 | Oh Ji-won (Undermood Film)           | [ 43 ] |
| «Invincible»        | 2023 | Ha Junghoon & Lee Hyesung (HATTRICK) | [ 44 ] |
| «Door»              | 2024 | Desconocido                          |        |

### Otros videos
| Título            | Año  | Director    | Ref.   |
| ----------------- | ---- | ----------- | ------ |
| «thesis»          | 2022 | Desconocido | [ 45 ] |
| «We are S»        | 2022 | Desconocido | [ 46 ] |
| «signalis»        | 2022 | Desconocido | [ 47 ] |
| «YoonSeoYeon.SSS» | 2022 | Desconocido | [ 48 ] |
| «JeongHyeRin.SSS» | 2022 | Desconocido | [ 12 ] |
| «LeeJiWoo.SSS»    | 2022 | Desconocido | [ 13 ] |
| «KimChaeYeon.SSS» | 2022 | Desconocido | [ 49 ] |
| «KimYooYeon.SSS»  | 2022 | Desconocido | [ 50 ] |
| «objekt»          | 2022 | Desconocido | [ 51 ] |
| «KimSooMin.SSS»   | 2022 | Desconocido | [ 52 ] |
| «KimNaKyoung.SSS» | 2022 | Desconocido | [ 53 ] |
| «GongYuBin.SSS»   | 2022 | Desconocido | [ 18 ] |
| «Kaede.SSS»       | 2022 | Desconocido | [ 26 ] |
| «SeoDaHyun.SSS»   | 2022 | Desconocido | [ 27 ] |
| «Kotone.SSS»      | 2023 | Desconocido |        |
| «KwakYeonJi.SSS»  | 2023 | Desconocido |        |
| «Nien.SSS»        | 2023 | Desconocido |        |
| «ParkSoHyun.SSS»  | 2023 | Desconocido |        |
| «Xinyu.SSS»       | 2023 | Desconocido |        |
| «Mayu.SSS»        | 2023 | Desconocido |        |
| «tripleS NXT (?)» | 2023 | Desconocido |        |
| «Lynn.SSS»        | 2023 | Desconocido |        |
| «Joobin.SSS»      | 2023 | Desconocido |        |
| «JeongHaYeon.SSS» | 2023 | Desconocido |        |
| «ParkShiOn.SSS»   | 2023 | Desconocido |        |

## Filmografía

### Programas web
| Año  | Título                              | Cadena  | Notas                     | Ref.   |
| ---- | ----------------------------------- | ------- | ------------------------- | ------ |
| 2022 | "Signal"                            | YouTube | Vlogs diarios             | [ 54 ] |
| 2022 | "Convience Store Honey Association" | YouTube | Serie promocional de GS25 |        |
| 2023 | "Strong Girl:Badge War"             | YouTube | Reality Show en 1theK     | [ 55 ] |
| 2024 | "Strong Girl:Badge War 2"           |         | Reality Show en 1theK     |        |

### Fotolibros
| Título                           | Año de publicación    | Editorial | Notas                                      | Ref. |
| -------------------------------- | --------------------- | --------- | ------------------------------------------ | ---- |
| Yoon SeoYeon.SSS Atom01 THE FACE | 23 de octubre de 2022 | Modhaus   | Libro de fotos individual de Yoon Seo-yeon |      |

## Premios y nominaciones
| Ceremonia de premiación | Año  | Categoría                          | Candidato/obra | Resultado | Ref.   |
| ----------------------- | ---- | ---------------------------------- | -------------- | --------- | ------ |
| Hanteo Music Awards     | 2023 | Rookie del año (Categoría Mujeres) | TripleS        | Nominadas | [ 56 ] |
| MAMA Awards             | 2023 | Mejor nuevo artista femenino       | TripleS        | Ganador   | [ 57 ] |